# Kobayashi Yuki (2000)
Yuki Kobayashi (sinh ngày 18 tháng 7 năm 2000) là một cầu thủ bóng đá người Nhật Bản.

## Sự nghiệp câu lạc bộ
Yuki Kobayashi đã từng chơi cho Vissel Kobe.